# Giulio Campagnola
Giulio Campagnola, född omkring 1482 och död omkring 1515, var en italiensk målare och kopparstickare.
Campagnola var verksam i Venedig för boktryckaren Aldus Manutius. Campagnolas målningar är skickligt utförda förminskningar av andras verk. Som kopparstickare uppnådde han en sällsytn mjukhet i formgivningen genoms den av honom införda punktgravyren.